# Red Bull GmbH
Red Bull GmbH (Duitse uitspraak: [ʁɛt ˈbʊl]) is een in Oostenrijk gevestigd, Thais particulier conglomeraatbedrijf dat bekend staat om zijn assortiment energiedrankjes met dezelfde naam. Het staat ook bekend om zijn sponsoring van een reeks sportevenementen en teams. Het hoofdkantoor van Red Bull GmbH is gevestigd in Fuschl am See, Salzburg.

## Geschiedenis
De Oostenrijkse ondernemer Dietrich Mateschitz en de Thaise zakenman Chaleo Yoovidhya richtten Red Bull GmbH op in 1984. Terwijl hij in 1982 voor de Duitse fabrikant Blendax (later overgenomen door Procter & Gamble) werkte, reisde Mateschitz naar Thailand en ontmoette daar Chaleo, eigenaar van TC Pharmaceuticals. Hij ontdekte dat de energiedrank Krating Daeng, ontwikkeld door Chaleo's bedrijf in de jaren zeventig, hielp zijn jetlag te verzachten. Nadat hij het marktpotentieel in het drankje had gezien, werkte hij samen met Chaleo om het naar Europa te brengen. Volgens hun overeenkomst investeerden de partners elk $ 500.000 in de oprichting van Red Bull GmbH. In ruil daarvoor zouden ze elk een belang van 49% in het bedrijf ontvangen, terwijl de resterende 2% naar Chaleo's zoon Chalerm zou gaan. Ze kwamen ook overeen dat Mateschitz het bedrijf zou leiden.
Tussen 1984 en 1987 wijzigde Red Bull GmbH de formule voor Krating Daeng om beter aan te sluiten bij de Europese smaak door de drank koolzuurhoudend te maken en deze minder zoet te maken. In 1987 introduceerde het bedrijf hun aangepaste energiedrank in Oostenrijk onder de naam Red Bull. Het boekte daar enorm succes door marketing voor jonge professionals. Het merk breidde zich begin jaren negentig uit in heel Europa en explodeerde in 1997 op de Amerikaanse markt en veroverde binnen een jaar 75% van de markt. De rijkdom van de oprichters van Red Bull groeide met het succes van het bedrijf, en in maart 2012 hadden zowel Chaleo als Mateschitz een nettowaarde van elk meer dan $ 5,3 miljard geschat. Het bedrijf breidde zijn distributie uit naar meer dan 171 landen en verkocht in 2022 meer dan 11,5 miljard blikjes Red Bull, waarmee het 's werelds meest geconsumeerde energiedrank is.
In 2018 lanceerde Red Bull zijn lijn biologische frisdranken, Organics by Red Bull genaamd, waarvan het grootste deel zonder cafeïne.

## Distributie
Het bedrijf Red Bull distribueert en verkoopt ook een aantal andere dranken, waaronder Simply Cola, het Carpe Diem-assortiment frisdranken op kruidenbasis en de Sabai Wine Spritzer (de laatste in samenwerking met de Thai Siam Winery in Thailand).

## Marketing
Aanvankelijk deelde Red Bull gratis dozen van het drankje uit aan studenten in een poging tot virale reclame. Deze strategie was enorm succesvol en resulteerde in een snelle toename van de omzet. Red Bull is sindsdien bekend geworden vanwege zijn gestroomlijnde marketing gericht op jonge stedelijke professionals via verschillende op sport en entertainment gebaseerde advertentiecampagnes. Het huidige motto, "Red Bull Gives You Wiiings", speelt rechtstreeks in op de stimulerende eigenschappen van de drank.